# Çalıkuşu
Çalıkuşu és una sèrie de televisió turca de 2013, produïda per Tims Productions i emesa per Kanal D. Està protagonitzada pels actors turcs Burak Özçivit i Fahriye Evcen i és una adaptació del llibre homònim de l'escriptor turc Reşat Nuri Güntekin, publicat el 1922. Ha estat venuda a diversos països com Israel, l'Iran, Sèrbia, Bulgària, Rússia, Ucraïna i Kazakhstan.
Feride (Fahriye Evcen), una noia òrfena que queda sota la protecció dels seus oncles des de molt petita, entre la seva innocència i alegria es troba que el món no és sempre tan innocent com ella. A pesar que ella vol viure un amor extraordinari mai imagina que acabarà enamorant-se de la persona amb la qual va compartir les seves aventures de nena, el seu primer Kamran Burak Özçivit), un respectat metge que és l'orgull de la família. Un amor innocent però alhora bell.

## Repartiment
- Burak Özçivit com Kamran.
- Fahriye Evcen com Feride.
- Mehmet Özgür com Seyfettin.
- Elif İskender com Besime.
- Ebru Helvacıoğdl. com Necmiye.
- Deniz Celiloğdl. com Selim.
- Begüm Kütük Jaşllauroğdl. com Neriman.
- Güneş Hayat com Gülmisal Kalfa.
- Hülya Gülşen com Dilber Kalfa.
- Elif Sümbül Sert com Nuriye.
- Alptekin Serdengeçti com Levent.
- Aslı İçözü com Sra. Aleksi

## Projecció Internacional
| País       | Canal        | Emissió                |
| ---------- | ------------ | ---------------------- |
| Bulgària   | Diema Family | 17 de desembre de 2015 |
| Sèrbia     | Prva TV      | 25 de gener de 2016    |
| Ucraïna    | Канал Бігуді | 24 d'octubre de 2016   |
| Uzbekistan | Milli TV     | 18 de setembre de 2018 |

## Premis
| Any  | Premis                                        | Categoria                        | Nominat       | Resultat  |
| ---- | --------------------------------------------- | -------------------------------- | ------------- | --------- |
| 2014 | 12º Premis YTÜ Estels de l'Any                | Actor de televisió més volgut    | Burak Özçivit | Guanyador |
| 2014 | 14º Magazinci.com Internet Mitjana (millors)  | Millor actor de televisió        | Burak Özçivit | Guanyador |
| 2014 | 4º Premis Doble ela Style                     | Actor d'estil Doble ela de l'any | Burak Özçivit | Guanyador |
| 2014 | Premis potser de la Universitat Haliç en 2014 | Millor actor                     | Burak Özçivit | Guanyador |